# An Wang
An Wang (chinesisch 王安, Pinyin Wáng Ān; * 7. Februar 1920 in Shanghai, China; † 24. März 1990 in den USA) war ein Computerentwickler und Erfinder.

## Biografie
Wang wurde in Shanghai, China geboren und emigrierte 1945 mit seiner Familie in die Vereinigten Staaten. In den 1950er Jahren arbeitete er mit Howard Aiken an der Harvard University. Wang erfand einige bedeutende Computertechnologien, darunter das pulse transfer controlling device, ein wichtiger Bestandteil des Kernspeichers.
Wang gründete 1951 die Firma Wang Laboratories. Die Firma stellte in den 1960er Jahren programmierbare Tischrechner – Vorläufer der späteren Taschenrechner – und in den 1970er Jahren Textverarbeitungscomputer her. Die Wang 1200 aus dem Jahr 1972 bestand aus einer abgewandelten Schreibmaschine. Darin war ein kleiner Computer untergebracht, welcher Texte speichern und anzeigen konnte. Die Texte konnten bearbeitet und ausgedruckt werden (die Schreibmaschine tippte dann von alleine). Später folgten regelrechte Computersysteme (Wang 2200, 1973), die gegen Ende der 1970er Jahre Konkurrenz von den aufkommenden Heimcomputern bekamen. Obwohl enorm teuer, waren die Wangs sehr nützlich. Der Buchautor Stephen King besaß eine solche (und in einer seiner 1982 veröffentlichten Kurzgeschichten Der Textcomputer der Götter kommt ein abgewandeltes Gerät vor).
Die Wang Laboratories befanden sich in Lowell, Massachusetts und beschäftigten in ihrer Blütezeit über 30.000 Angestellte. 1981 wurde Wang in die American Academy of Arts and Sciences aufgenommen. Wang starb 1990 an Krebs.